# Sir'Jabari Rice
Sir'Jabari Rice (Houston, 28 dicembre 1998) è un cestista statunitense, professionista nella NBA con gli Austin Spurs.

## Carriera
Dopo aver trascorso la carriera universitaria tra i N.M. State Aggies e i Texas Longhorns, il 5 luglio 2023, dopo non essere stato scelto al Draft NBA, viene firmato dai San Antonio Spurs con un two-way contract.